# Cualedro (kommunhuvudort)
Cualedro är en kommunhuvudort i Spanien.   Den ligger i provinsen Provincia de Ourense och regionen Galicien, i den nordvästra delen av landet, 400 km nordväst om huvudstaden Madrid. Cualedro ligger 834 meter över havet och antalet invånare är 2 254.
Terrängen runt Cualedro är huvudsakligen kuperad, men åt nordväst är den platt. Runt Cualedro är det ganska glesbefolkat, med 24 invånare per kvadratkilometer. Närmaste större samhälle är Xinzo de Limia, 13,5 km nordväst om Cualedro. 